# Polyphylla nubila
Polyphylla nubila är en skalbaggsart som beskrevs av Van Dyke 1947. Polyphylla nubila ingår i släktet Polyphylla och familjen Melolonthidae. Inga underarter finns listade i Catalogue of Life.